# Groupe de NGC 2595
Le groupe de NGC 2595 comprend au moins dix galaxies situées dans la constellation du Cancer. La distance moyenne entre ce groupe et la Voie lactée est d'environ 69,9 Mpc (∼228 millions d'al). 

## Membres
Le tableau ci-dessous liste les dix galaxies du groupe indiquées dans l'article de A.M. Garcia paru en 1993.   
| Nom          | Class.       | Type                  | α (J2000.0)   | δ (J2000.0) | Vitesse radiale (km/s) | m              | Distance (Mpc) | Diamètre (kal) |
| ------------ | ------------ | --------------------- | ------------- | ----------- | ---------------------- | -------------- | -------------- | -------------- |
| NGC 2582     | (R')SAB(s)ab | Spirale intermédiaire | 08h 25m 12.1s | 20° 20′ 05″ | 4411 ± 2               | 13,1           | 68,6 ± 4,8     | 84             |
| NGC 2595     | SAB(rs)c     | Spirale intermédiaire | 08h 27m 42.0s | 21° 28′ 45″ | 4334 ± 1               | 12,3           | 67,5 ± 4,7     | 211            |
| NGC 2598     | SBa?         | Spirale barrée        | 08h 30m 02.5s | 21° 29′ 19″ | 4572 ± 3               | 13,6           | 71,0 ± 5,0     | 95             |
| MGC 4-20-47  | Sa           | Spirale               | 08h 23m 55.3s | 20° 58′ 32″ | 4706 ± 2               | 13,050 ± 0,003 | 73,0 ± 5,1     | 74             |
| UGC 4386     | Sb           | Spirale               | 08h 24m 01.5s | 21° 01′ 38″ | 4630 ± 2               | 11,02 ± 0,22   | 71,8 ± 5,0     | 144            |
| UGC 4399     | Sdm?         | Spirale magellanique  | 08h 26m 07.4s | 21° 27′ 24″ | 4480 ± 2               | 13,25          | 69,6 ± 4,9     | 68             |
| UGC 4400     | Sdcd         | Spirale               | 08h 26m 05.6s | 21° 40′ 03″ | 4392 ± 1               | 14,11          | 68,3 ± 4,8     | 109            |
| UGC 4424     | Sb           | Spirale               | 08h 28m 07.5s | 20° 15′ 44″ | 4438 ± 1               | 13,87 ± 0,05   | 69,1 ± 4,8     | 96             |
| CGCG 119-77  | S0           | Lenticulaire          | 08h 22m 53.0s | 21° 04′ 41″ | 4440 ± 2               | 13,338         | 69,0 ± 4,8     | 55             |
| CGCG 119-101 | S0           | Lenticulaire          | 08h 27m 01.4s | 21° 42′ 24″ | 4572 ± 2               | 13,251         | 71,0 ± 5,0     | 52             |

Le site DeepskyLog permet de trouver aisément les constellations des galaxies mentionnées dans ce tableau ou si elles ne s'y trouvent pas, l'outil du site constellation permet de le faire à l'aide des coordonnées de la galaxie. Sauf indication contraire, les données proviennent du site NASA/IPAC.